# Butterworth, Sydafrika
Butterworth är en industristad i kommunen Mnaqua i Östra Kapprovinsen i Sydafrika, 80km norr om East London med 44 000 invånare. För 92% av befolkningen är Xhosa första språk.

## Näringar och kommunikationer
Orten har livsmedels-, beklädnads-, trä- och kemisk industri. Butterworth genomskärs av huvudvägen N2 och har järnvägsstation på linjen Mthatha-East London. Närmaste hamnstad är East London.

## Historia
1827 grundades en metodistisk missionsstation på platsen. Ortens namn kommer av Joseph Butterworth, en funktionär inom missionen som avlidit året innan. Området tillhörde från 1835 Brittiska Kaffraria. 
Under senare apartheidtiden ingick staden i bantustanet Transkei.  